# هیلزدیل (کانزاس)
هیلزدیل (به انگلیسی: Hillsdale) شهری در ایالت کانزاس کشور ایالات متحده آمریکا است که جمعیت آن در سرشماری سال ۲۰۱۰ میلادی، ۲۲۹ نفر بوده‌است.